# حلفاء إيران
حلفاء إيران (بالفارسية: متحدان ایران) تُعتبر بعض الدول والمنظمات من حلفاء إيران، لكن وبالرغم من ذلك فهذه الدول قليلة العدد ولا تُعتبر حليفة مباشرة لإيران، بل لأن هذه الأخيرة استغلت بعض الفترات من بينها الحروب (كما حصل في الحرب الأهلية السورية) وتمكنت من بسط نفوذها داخل تلك البلدان خاصة عندما يتعلق الأمر بالدول العربية.

## العراق
تعد جمهورية العراق بلدًا مجاورًا لجمهورية إيران الإسلامية.بات العراق أكبر حليف لإيران منذ نهاية حكومة صدام حسين التي كانت تُكن العداوة لحكومة الجمهورية الإسلامية في إيران (طالع الحرب العراقية الإيرانية).

## لبنان
لدى إيران علاقات وثيقة مع لبنان وتعتبره حليفًا لها ولسياساتها. لدى إيران أيضًا علاقات وثيقة مع الحزب السياسي اللبناني حزب الله وكل الحركات المسلحة التابعة له،  وتُؤكد بعض المصادر أن إيران تُوفر للحزب إمدادت أسلحة تُقدر بـ 100 مليون دولار سنويا. ليس هذا فقط؛ فإيران كانت ولا زالت الداعم والمؤيد القوي لكل من لبنان وحزب الله ضد إسرائيل.

## الدولة الفلسطينية
أغلقت جمهورية إيران الإسلامية (التي أنشئت بعد عام 1979 عقب الثورة الإيرانية) السفارة الإسرائيلية في طهران وعوضتها بدلا عن ذلك بالسفارة الفلسطينية. بشكل عام تُؤيد إيران طموحات السلطة الوطنية الفلسطينية وتدعم استبدال إسرائيل بدولة فلسطين؛ كما تدعم خيار الشعب الفلسطيني من خلال تصويت ديمقراطي.
تُعد العديد من الفصائل الفلسطينية بما فيها حركة حماس حلفاء لإيران. وتدعي بعض المصادر _خاصة الإسرائيلية_ أن الحكومة الإيرانية تُقدم مساعدات كبيرة لحركة حماس وللحكومة في قطاع غزة التي تُعاني من حصار خانق من قِبل قوات الاحتلال الإسرائيلي وبالتالي فإن 90% من ميزانية الحكومة في القطاع تأتي من مصادر خارجية.
لم يكن الدعم الإيراني لحركة حماس مشروطا ومع ذلك فقد قطعت الحكومة الإيرانية تمويلها للحركة في تموز/يوليه وآب/أغسطس 2011 بسبب استيائها من حماس التي رفضت عقد تجمعات عامة بهدف دعم الرئيس السوري بشار الأسد خلال مرحلة الانتفاضة المدينة التي قامت ضده. تسبب قطع التمويل هذا في عجز حماس عن دفع رواتب شهر تموز/يوليو لـ 40,000 من العاملين في الخدمة المدنية وموظفي الأمن.

## روسيا
منذ سقوط الاتحاد السوفيتي وروسيا تربط علاقات ودية للغاية مع إيران حيث يُشكل الثنائي حليفين استراتيجيين في القوقاز إلى جانب أرمينيا. ويعود سبب هذا التحالف لمجموعة من الأحداث من بينها «كره» الدولتين للدور الذي تلعبه الولايات المتحدة الأمريكية في مختلف مناطق العالم.

## سوريا (نظام بشار الأسد) قبل الانقلاب
تُعتبر سوريا وإيران حليفين استراتيجيين. وغالبا ما تُسمي سوريا دولة إيران باسم «أقرب حليف». على الرغم من القومية العربية المنتشرة في سوريا فإن حزب البعث الحاكم وقف مع ايران _غير العربية_ ضد العراق _العربية_ خلال حرب الخليج الأولى. هذا الأمر أدى إلى عزل سوريا من قِبل معظم الدول العربية الأخرى على رأسهم المملكة العربية السعودية باستثناء ليبيا، لبنان، الجزائر، السودان وعمان. منذ ذلك الوقت وسوريا تُشكل حليفًا قويًا لإيران ويرجع ذلك جزئيا إلى العداء تجاه صدام حسين والتنسيق ضد الولايات المتحدة الأمريكية وإسرائيل. جذير بالذكر هنا أن سوريا وايران تعاونتا في الكثير من الصفقات من بينها تهريب الأسلحة من إيران إلى حزب الله في لبنان على الحدود مع اسرائيل.

## فنزويلا
تُعتبر فنزويلا أول وأقوى حليف لإيران من القارة الأمريكية، فالرئيسين هوغو شافيز ومحمود أحمدي نجاد كانا قد وطدا العلاقة بين البلدين وصرحا في كثير من الأحيان مؤكدين على أنهم يهدفان للقضاء على «الإمبريالية الأمريكية».
شرعت الدولتان في تنفيذ عدد من المبادرات والاتفاقيات معا. فعلى سبيل المثال أعلن البلدان في 6 كانون الثاني/يناير من عام 2007 عن رغبتهما في فتح صندوق مشترك للاستثمار في البلدان الأخرى وتوعد الاثنان معا بضخ مبلغ ملياري دولار في بادئ الأمر فقط وذلك في محاولة من الطرفان للتحرر من من الإمبريالية. الرئيسين أعلن «محور الوحدة» ضد «الإمبريالية الأمريكية».

## الإمارات العربية المتحدة
- محور المقاومة

### وصلات خارجية
إيران
فنزويلا 
 سوريا 